# Ready Teddy
Ready Teddy è una canzone di Little Richard composta da John Marascalco e Robert Blackwell, pubblicata sul 45 giri Rip It Up/Ready Teddy  nel giugno 1956. Little Richard suonò il piano e cantò nell'incisione originale, accompagnato da una band formata da Lee Allen (sax tenore), Alvin "Red" Tyler (sax baritono), Edgar Blanchard (chitarra), Frank Fields (basso) ed Earl Palmer (batteria).
Brano tra i più celebri di Richard, la composizione ricevette ampia esposizione la sera del 9 settembre 1956, quando Elvis Presley la cantò davanti a un pubblico televisivo di oltre 60 milioni di persone durante la sua prima apparizione al The Ed Sullivan Show sul canale CBS, ottenendo una percentuale di share di 82.6, la più grande mai ottenuta da una trasmissione nella storia della televisione statunitense.

## Cover
La canzone è stata reinterpretata da Buddy Holly, The Tornados, Elvis Presley, Tony Sheridan e altri, diventando negli anni uno standard rock and roll. Una curiosa versione in "inglese maccheronico" da parte di Adriano Celentano fu usata nel film La dolce vita di Federico Fellini (1960).